# Roudoudou (artiste)
Pour les articles homonymes, voir Roudoudou.
Roudoudou est un artiste de musique électronique, projet solo de Laurent Étienne, musicien et DJ français né en 1963. Le style est légèrement expérimental, à base de collage de thèmes connus, de sons ou d'ambiances funk, disco, dub, house et breakbeat.

## Biographie
Laurent Étienne est élève au lycée Victor-Duruy à Paris. À 18 ans, il propose à plusieurs radios libres un nouveau concept d'émission : sur le ton de la parodie, un tour du monde en musique à l'aide de vieux tubes et autres génériques de télévision. Il est embauché par Radio Nova où il anime pendant quelques années une émission radiophonique décalée intitulée Tout l'univers.
En 1985, Laurent Étienne devient le chanteur du groupe Oui Oui jusqu'à sa dissolution quelques années plus tard.
L'artiste forge  son pseudonyme « Roudoudou » en 1998 et développe le concept de génériques ringards et d'airs de dessins animés à la sauce électro. Il rencontre le succès lorsqu'il signe chez Delabel pour l'album Tout l'Univers : Listener's digest, avec notamment le titre Peace and Tranquility to Earth (contenant un sample de Harbinger Complex — My Dear And Kind Sir). Ce dernier morceau est utilisé dans un spot de publicité pour une marque célèbre, le générique de l'émission de sciences sociales La Suite dans les idées sur France Culture ainsi que dans Les yeux dans les bleus, le documentaire sur l'équipe de France de football pendant la Coupe du monde victorieuse. D'autres morceaux accompagnent également reportages et documentaires sur le petit écran.
S'ensuivent deux nouveaux albums. Le succès moyen du dubplate Just a Place in Dub oblige Roudoudou à quitter sa maison de disques. Après trois années de silence, l'artiste sort un nouvel opus en 2006 sur le label Number9 records.